# National-catholicisme
Pour les articles homonymes, voir Nationalisme catholique.
 (avril 2024).
- Si vous ne connaissez pas le sujet, laissez ce bandeau (vous pouvez alors contacter les auteurs).
- Si vous supprimez le contenu mis en cause (vous pouvez préalablement contacter les auteurs),

argumentez précisément cette suppression dans la page de discussion
(un manque de référence n'est pas un argument ; une recherche réelle de référence doit avoir été effectuée, être formellement documentée).
Le national-catholicisme est une définition critique du régime franquiste instauré en Espagne pendant la majeure partie du XXe siècle, en réponse à la définition officielle du parti qui se qualifiait lui-même de « démocratie organique » (democracia orgánica). L'expression vient d'Amérique du Sud, et est reprise par Michel Del Castillo,.

## Définition
Le national-catholicisme serait une sorte de théologie religieuse qui voudrait s'incarner dans le temporel, en se présentant comme une idéologie politique comparable à la théologie de la libération, à l'autre extrême de l'échiquier politique. Il pourrait s'agir aussi d'une implication, affirmée ou laissée dans l'ombre sur le destin des États-nations, d'un lobby secret ou discret, relayant ces différentes thèses.
Après la Seconde Guerre mondiale — la guerre d'Espagne étant perçue par certains historiens[Qui ?] comme « la dernière fois où l'Homme s'est battu au nom de la défense des idées » et la répétition générale d'un conflit mondial occasionnant plus de quarante millions de pertes humaines — le terme de « national-catholicisme », par association d'idées avec le « national-socialisme », permet de mettre en relief ce qui serait une anomalie espagnole : le franquisme, pourtant associé au camp des vaincus, reste au pouvoir, ce qui représente un scandale aux yeux de beaucoup d'opposants politiques espagnols.

## Une dénomination discutée

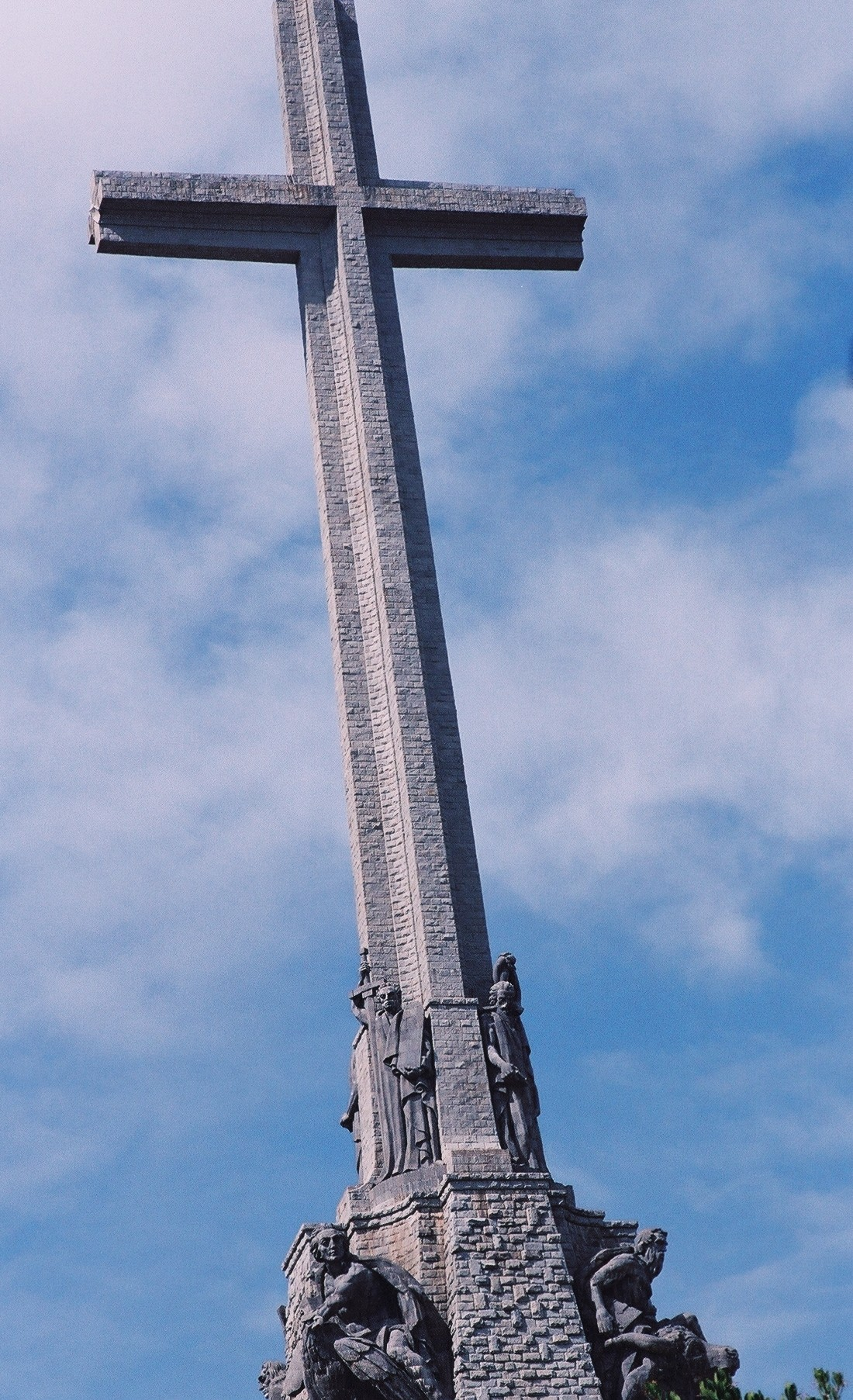
Croix érigée au-dessus de la basilique Sainte-Croix del valle de los Caídos, mémorial de la guerre civile construit au temps du général Franco.

Bartolomé Bennassar se sert de l'existence de ce concept, d'abord employé dans le camp nationaliste (c’est-à-dire franquiste, dénomination précédant la transformation de l'État espagnol en junte avec culte de la personnalité au sortir de la guerre), pour distinguer les luttes d'influence qui le traversèrent - côté gauche, ces luttes furent pires encore puisqu'elles résultèrent sur un paroxysme de coups de feu fratricides.
- Cet historien évoque notamment :
  - le rôle joué par les miliciens navarrans ralliés au camp nationaliste, nommés requetés: des catholiques pratiquants et autonomistes de culture proche de celle du pays basque, dont la Navarre est le creuset culturel, d'une part.
  - de l'autre, les diverses mouvances de la Phalange, dont une hiérarchie aux sympathies fascisantes sur le modèle des partis allemands et italiens, qu'il fallut décapiter au sortir de la guerre pour imposer l'unique tête du Caudillo sur l'État et un nouveau parti issu de la fusion de ces deux branches si différentes (des autonomistes pratiquants d'une part, des nationalistes castillans de l'autre).

Franco s'éloigna alors des États fascistes en déclarant neutre l'Espagne, et en refusant le passage aux divisions allemandes pour le projet de prise du rocher de Gibraltar (sur les conseils de Pétain) ; la transition franquiste tomba sur le pays et ses habitants, le droit de réunion fut strictement encadré ; jusqu'aux obsèques de la tête de l'État, le régime continua avec la bénédiction de représentants de la hiérarchie cardinale espagnole et des grandes industries du pays[incompréhensible].
C'est là que le régime se servit de la référence à la religion et au passé identitaire du pays pour se légitimer.
Le Vatican n'y eut aucun rôle direct ; employant le terme, la propagande franquiste développa également une association avec le terme de cruzada, qui renvoyait au processus de Reconquista et aux figures fortes en couleur des Rois catholiques et de l'apôtre saint Jacques le Matamore, permettant aux individus ayant des scrupules face à ce passé quelque peu mouvementé d'obtenir une amnésie rédemptrice et salutaire : c'était une croisade, il fallait la faire, asphyxier le camp adverse était le seul moyen d'en finir avec les troubles de la seconde république espagnole précédant le coup d'État militaire à compter du 12 juillet 1936.
Cette association peut paraître plutôt osée pour un camp qui avait largement fait appel aux armées coloniales du Maroc composées de Berbères de confession musulmane pour s'engager dans le conflit.
L'édification par étapes de la structure démocratique européenne mit un terme à ces accusations de national-catholicisme, d'autant que l'épiscopat espagnol avait pris, dès la fin de la guerre, ses distances avec le pouvoir franquiste.

## Dans les débats français
La formule est utilisée en France à partir de la fin des années 1950, dans le contexte de la guerre d'Algérie, pour disqualifier et dénoncer les partisans d'un catholicisme contre-révolutionnaire favorable à l'Algérie française, accusés de noyauter certains cercles militaires et de diffuser leurs idées qui auraient abouti aux complots du 13 mai 1958 et à l'activisme de certains officiers. Madeleine Garrigou-Lagrange publie ainsi dans la revue Esprit en novembre 1959 un article à charge intitulé « Intégrisme et national-catholicisme ». Elle vise Jean Ousset et sa Cité catholique, Georges Sauge et son Centre d'études supérieures de psychologie sociale (CESPS), le périodique La Pensée catholique de l'abbé Luc J. Lefèvre, Jean Madiran et sa revue Itinéraires, le périodique Défense du foyer de Pierre Lemaire, l'Alliance Jeanne d'Arc du général Maxime Weygand. Au-delà de leurs différences, « tous se rejoignent dans le grand combat du siècle, celui qui oppose l'Occident spiritualiste au communisme athée ».